# Vidkärr

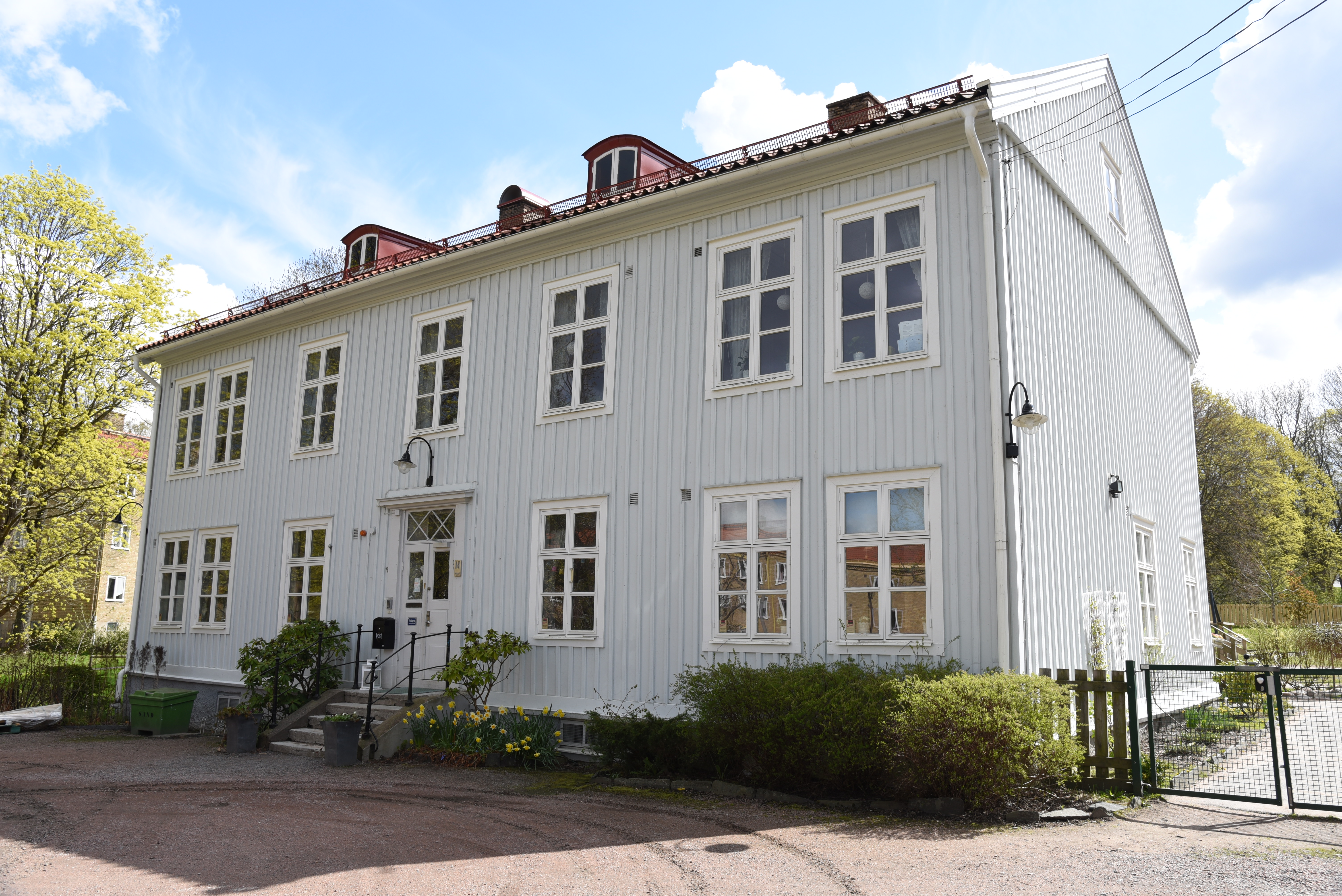
Vidkärrs gård.

Vidkärr är ett område i Göteborgs kommun. 
Området avgränsas av Härlanda, Strömmensberg, E20, Fräntorp, Björkekärr och Kålltorp (Torpagatan). Under många år var Vidkärr spårvagnens Linje 1:s ändhållplats, men 1982 förlängdes linjen till Östra sjukhuset. 
I Vidkärr finns bland annat Kaggeledstorget, Munkebäckstorget, Torpavallens handelsplats, bostadsområdet Torpa (även kallat Östra Vidkärr) och Torpaskolan.
Den 24 januari 1922 stod de två första husen i Vidkärrs trädgårdsstad klara.